# 柴垣和夫
柴垣 和夫（しばがき かずお、1934年1月21日 - ）は、日本の経済学者・マルクス経済学研究者。東京大学名誉教授、武蔵大学名誉教授。

## 略歴
東京市淀橋区（現・東京都新宿区）出身。
1952年福岡県立修猷館高等学校を経て、1956年東京大学経済学部経済学科卒業。
1961年東京大学大学院社会科学研究科応用経済学専門課程単位修得退学。
1961年東京大学助手（社会科学研究所）となり、1964年任期満了退職、東京教育大学、お茶の水女子大学非常勤講師を務める。
1965年4月東京大学助教授（社会科学研究所）、大学院経済学研究科担当。1966年『日本金融資本分析』で経済学博士（東京大学）。1973年6月東京大学教授（社会科学研究所財政金融部門のち比較現代経済部門）に就任。
1976年東京大学職員組合執行委員長、1990年全国大学高専教職員組合中央執行委員長、1991年日ソ経済学者の会代表幹事なども務めた。
1994年3月東京大学を停年退官。その後、武蔵大学経済学部教授、新潟産業大学大学院経済学研究科特任教授、ハリウッド大学院大学教授を歴任した。
2007年経済理論学会代表幹事（2007〜2009年度）。第19期日本学術会議連携会員(2003年7月〜2005年9月）。第20期・第21期日本学術会議連携会員（200510月〜2014年9月）
「九条科学者の会」呼びかけ人を務めている。

## 著書
- 『日本金融資本分析 - 財閥の成立とその構造 -』東京大学出版会、1965年
- 『三井・三菱の百年 - 日本資本主義と財閥 -』中央公論社、1968年
- 『日本資本主義の論理』東京大学出版会、1971年
- 『社会科学の論理』東京大学出版会、1979年
- 『昭和の歴史9・講和から高度成長へ』小学館、1983年
- 『回顧六〇年 - 東大での研究生活を中心に -』柴垣和夫教授の還暦を祝う会、1994年
- 『知識人の資格としての経済学』大蔵省印刷局、1995年
- 『現代資本主義の論理 - 過渡期社会の経済学 -』日本経済評論社、1997年